# Problepsis insignita
Problepsis insignita är en fjärilsart som beskrevs av Louis Beethoven Prout 1938. Problepsis insignita ingår i släktet Problepsis och familjen mätare. Inga underarter finns listade i Catalogue of Life.